# 周長輝
周長輝（1988年8月2日—），臺灣男模特兒及演員。

## 生平
2019年7月份，周長輝受邀至新竹縣的濟生觀光工廠，拍攝DIY手作橘子精油清潔劑的宣傳影片。
臺北市政府警察局松山分局員警於2019年7月初偵辦一起毒品案時，犯嫌供稱來源自周長輝。同年9月11日該分局報請檢察官指揮下，在周長輝的新北市三重住處查獲5包共0.914公克的安非他命、吸食器等犯罪工具。周長輝坦承吸食安非他命，但否認販賣毒品，同日晚間被移送到臺灣新北地方檢察署。經複訊後，檢察官依持有、施用第二級毒品等罪名，諭令周長輝以新台幣5萬元交保。最終臺灣新北地方檢察署於2020年1月20日偵結該案，依違反毒品危害防制條例予以緩起訴，但周長輝須接受毒品戒癮治療及按時採尿檢驗，並支付新台幣6萬元罰款。

## 影視作品

### 電影
- 2018年《人面魚：紅衣小女孩外傳》[14]

### 廣告
- 2019年 KIRIN一番搾《這一刻享受吧！（烤肉篇）》[5]